# Tuukkala

Tuukkala är en by söder om S:t Michel, där ett gravfält är beläget.
I samband med anläggandet av ett militärt exercisområde upptäcktes 1886 i Tuukkala ett antal rikt utstyrda gravar från korstågstid. Grävningarna utfördes av Johan Reinhold Aspelin och fynden publicerades redan 1889 av Axel Heikel. De utgrävda gravarnas antal är 46, därtill hittades sex anhopningar av brända ben. På platsen har man också senare gjort fynd i samband med jordarbeten.
Av fynden kan man speciellt nämna ovala karelska spännbucklor och ringspännen, vilka förekom i ett stort antal kvinnogravar. I mansgravarna fanns yxor och pilspetsar, men inte svärd eller yxor, vilket vid sidan av en del föremål ornerade med kristliga motiv och gravarnas orientering ansetts betyda, att de begravda individerna anammat kristendomen. Viktiga är de talrika textilrester som tillvaratagits i kvinnogravarna och på basis av vilka man har rekonstruerat en karelsk korstågstida dräkt, den så kallade Tuukkaladräkten, som fortfarande tillverkas. Utgående från det bevarade skelettmaterialet har man kunnat fastslå, att kvinnornas medellängd var 157 cm, männens 175. I fråga om Tuukkala (liksom beträffande Visulahti) har man kommit till, att ett 5 gånger 13 meter fyndtomt område inom gravfältet kan markera platsen för ett kapell; några direkta byggnadsrester har dock inte hittats. 